# Ammodytoides praematura
Ammodytoides praematura är en fiskart som beskrevs av Randall och Earle 2008. Ammodytoides praematura ingår i släktet Ammodytoides och familjen tobisfiskar. Inga underarter finns listade i Catalogue of Life.